# Lac Santo
Le lac Santo (en italien : lago Santo) se situe dans la province autonome de Trente, dans la commune de Vallelaghi. 

## Description
Il est situé à 150 mètres au sud du lac de Lamar, né du même bassin puis divisé en deux par un glissement de terrain. Les deux lacs sont collectivement appelés lacs de Lamar. Le lac de Terlago est également présent dans la commune. 
Le lac est situé à une altitude de 713 m, à une superficie de 110 000 m2 (longueur : 675 m, largeur :150 m) et atteint une profondeur maximale de 16 m. 

## Faune
Le lac abrite des rotengles, des perches, des brochets et des anguilles.